# رود سالنگ

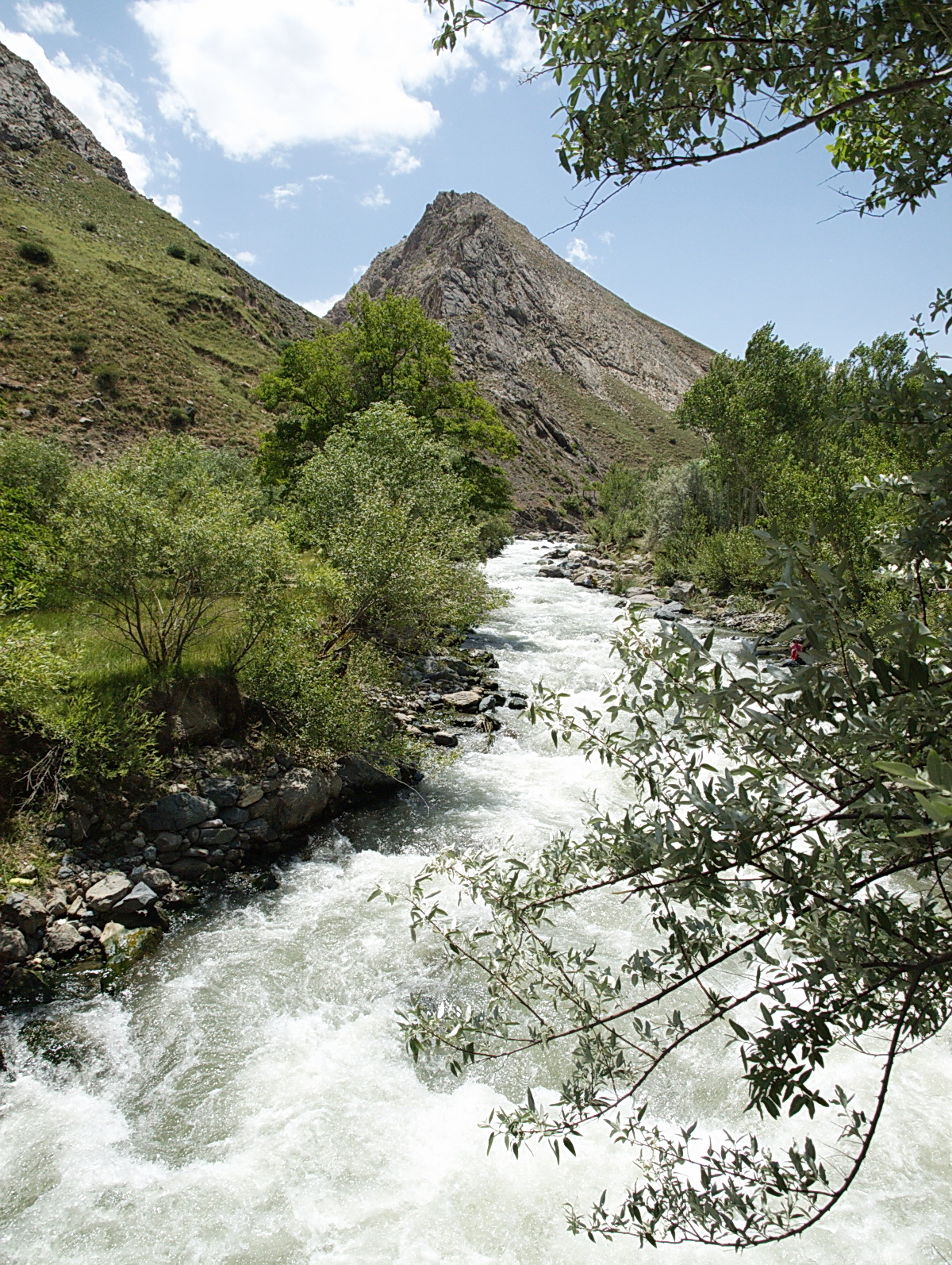
رود سالنگ

رود سالنگ در افغانستان به طول ۴۳۸ کیلومتر است که از میان ولایت پروان می‌گذرد. این رودخانه در واقع انشعابی از رودهای سند، غوربند، پنجشیر و کابل می‌باشد.

## موقعیت طبیعی
رود سالنگ از بخش‌های جنوبی کوهستان هندوکش در شمال شرقی جادۀ کوهستانی سالنگ، که این منطقه را به کابل در شمال کشور وصل می‌کند، سرچشمه می‌گیرد.
دره و جادۀ سالنگ یک آبراه شمالی-جنوبی مهم و بین‌المللی را به وجود می‌آورد.
سالنگ در نزدیکی شهر جبل‌السراج در ولایت پروان به رودخانۀ غوربند می‌ریزد. میانگین جریان سالانۀ آب در جبل‌السراج که میان سال‌های ۱۹۶۱ و ۱۹۶۴ اندازه‌گیری شد به حدود ۷۶۳ میلی‌متر در سال رسید که میزانی بالا به حساب می‌آید.